# تسورنهایم
تسورنهایم (به آلمانی: Zornheim) یک شهر در آلمان است که در ماینتس-بینگن واقع شده‌است. تسورنهایم ۳٬۶۵۰ نفر جمعیت دارد.